# Ararat Rural City
Ararat Rural City is een Local Government Area (LGA) in Australië in de staat Victoria rond de stad Ararat. Het gebied is 4230 km² groot en heeft ongeveer 11.500 inwoners.

## Plaatsen
De volgende plaatsen vallen onder de Rural City of Ararat:
- Ararat
- Pomonal
- Moyston
- Elmhurst
- Warrak
- Buangor
- Tatyoon
- Willaura
- Mininera
- Lake Bolac
- Streatham
- Wickliffe
- Westmere